# YInMn-Blau
YInMn-Blau ist eine anorganische chemische Verbindung und ein blaues Pigment. Sein Name setzt sich aus den enthaltenen Elementen Yttrium, Indium und Mangan zusammen. Das Pigment ist auch unter den Namen Oregon Blue, Mas Blue oder Yin Min Blue bekannt.

## Gewinnung und Darstellung
Die erste Darstellung des Pigments gelang US-Forschern der Oregon State University 2009 durch Zufall. Eigentlich wollte das Team um den Chemiker Mas Subramanian die magnetischen und elektrischen Eigenschaften von schwarzem Mangan(III)-oxid testen. Dazu fügten sie andere Chemikalien hinzu und erhitzten sie im Schmelzofen auf ca. 1100 °C (2000 °F). Das Ergebnis war bei einigen Zusammensetzungen ein Pulver mit einem intensiven, leuchtenden Blau. Als optimale Pigmentzusammensetzung wurde YIn0,9Mn0,10O3 (bläuliche Farbe mit dem niedrigsten Mangan-Gehalt) oder YIn0,8Mn0,20O3 (bestes blaues Spektrum) bestimmt.

## Eigenschaften

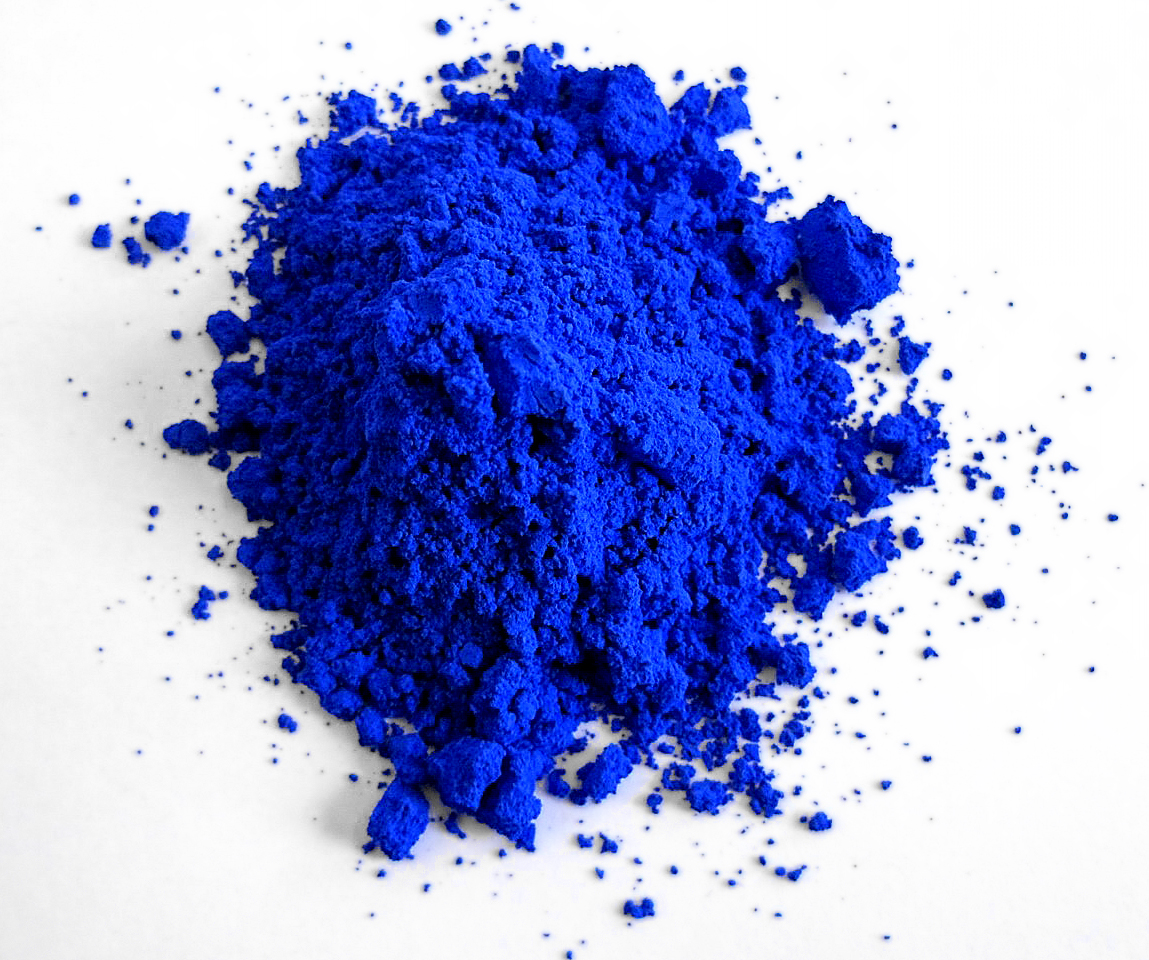
YInMn-Blau

YInMn-Blau ist ein blauer Feststoff. Das Pigment ist temperatur- und lichtbeständig, bleicht weder in Wasser noch Öl aus, ist nicht giftig und vergleichsweise einfach herzustellen. Die Verbindung besitzt eine hexagonale Kristallstruktur mit der Raumgruppe P63cm (Raumgruppen-Nr. 185) und 6 Formeleinheiten pro Elementarzelle.

## Verwendung
YInMn-Blau kann als Pigment z. B. für Kunstrestaurierung verwendet werden. Es wurde von der Shepherd Color Company lizenziert.